# Ажинов (хутор)
Ажи́нов — хутор в Багаевском районе Ростовской области.
Административный центр Ажиновского сельского поселения.

## География
Расположен в 20 км (по дорогам) северо-восточнее районного центра — станицы Багаевской.
Рядом с посёлком протекает река Подпольная.

## Население
| 1989 | 2002  | 2010  |
| ---- | ----- | ----- |
| 1155 | ↗1199 | ↘1159 |

## Улицы
| - пер. Короткий - пер. Мирный - пер. Молодёжный - пер. Пионерский - пер. Спортивный | - ул. Береговая - ул. Буденовская - ул. Заярного - ул. Зелёная - ул. Новая | - ул. Октябрьская - ул. Первомайская - ул. Песчаная - ул. Советская - ул. Школьная |

## Достопримечательности
- Церковь Рождества Пресвятой Богородицы.
- Мемориал воинам землякам, погибшим в годы Великой Отечественной войны.
- Братская могила, мемориал павшим воинам в Великой Отечественной войны[3].
- Памятник Ленину в центре хутора.